# Montañana (Burgos)
Montañana es una de las 6 pedanías de la localidad burgalesa de Miranda de Ebro. Se sitúa al norte de la ciudad y se encuentra en las orillas del río Ebro, teniendo en la otra orilla del mismo a la provincia de Álava.

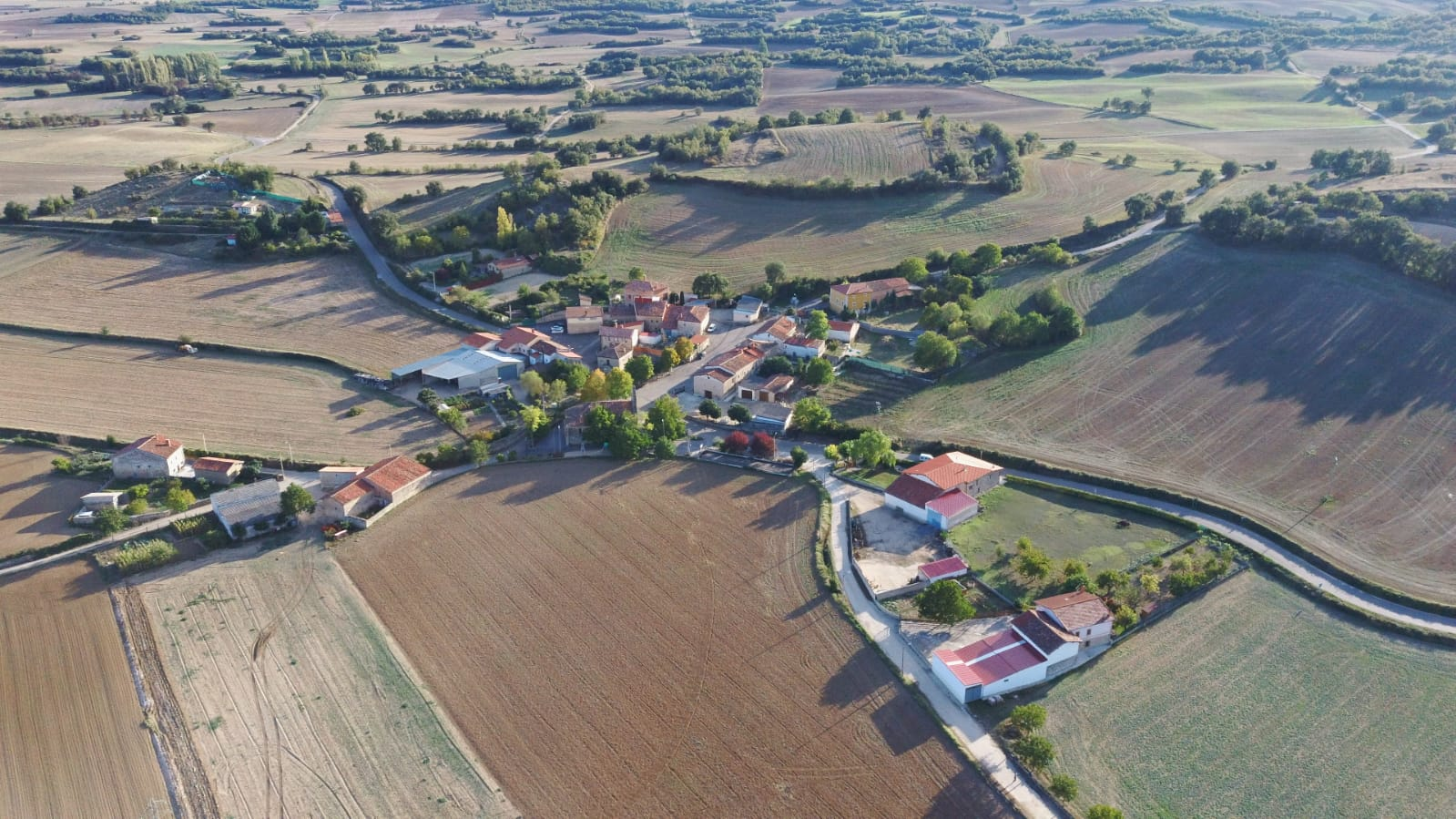
Montañana desde el aire

## Demografía
| Gráfica de evolución demográfica de Montañana entre 1842 y 1887 |
| |
| Población de derecho según los censos de población del INE. Población de hecho según los censos de población del INE.Entre el censo de 1857 y el anterior, crece el término del municipio porque incorpora a Guinicio y Suzana. Entre el censo de 1897 y el anterior, este municipio desaparece porque se integra en el municipio Miranda de Ebro por acuerdo de la Dip.prov.de 10 de enero de 1891. |

Evolución de la población
| Gráfica de evolución demográfica de Montañana entre 2000 y 2017    |
|                                                                    |
| Población de derecho (2000-2017) según el padrón municipal del INE |

## Historia
En el año 1843 Montañana pasó a pertenecer al partido de Miranda de Ebro. Hoy día es una localidad denominada Entidad Local Menor de Miranda de Ebro, en la comunidad autónoma de Castilla y León (España). Está situada en la comarca de Ebro y en la actualidad depende del Ayuntamiento de Miranda de Ebro. 

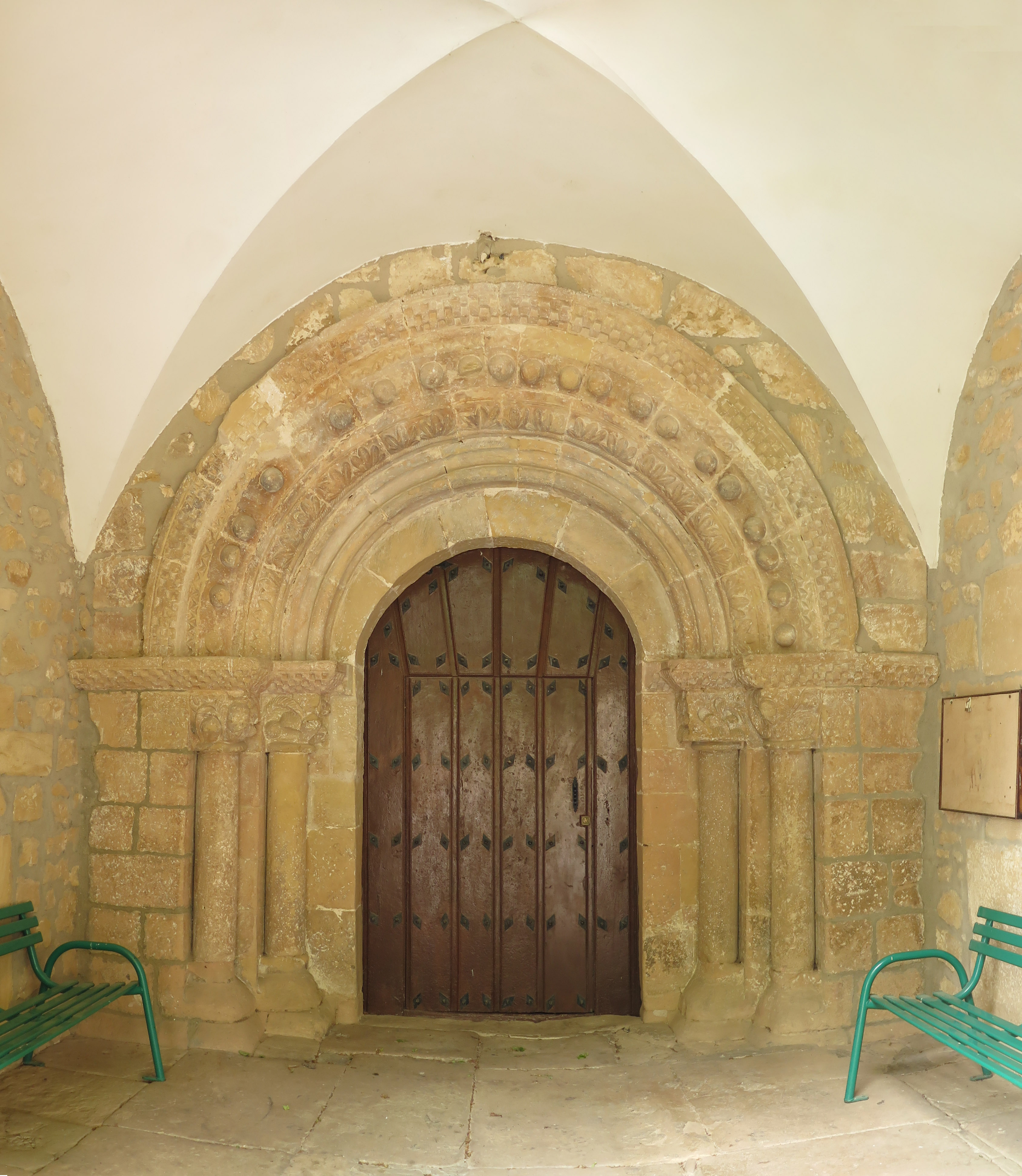
Portada y arquivoltas de la iglesia de San Andrés.

En el censo de la matrícula catastral contaba con 17 hogares y 55 vecinos. Entre el censo de 1857 y el anterior, crece el término del municipio porque incorpora a Guinicio y Suzana. Entre el censo de 1897 y el anterior, este municipio desaparece porque se integra en el municipio Miranda de Ebro por acuerdo de la Diputación Provincial de Burgos de 10 de enero de 1891.

## Monumentos

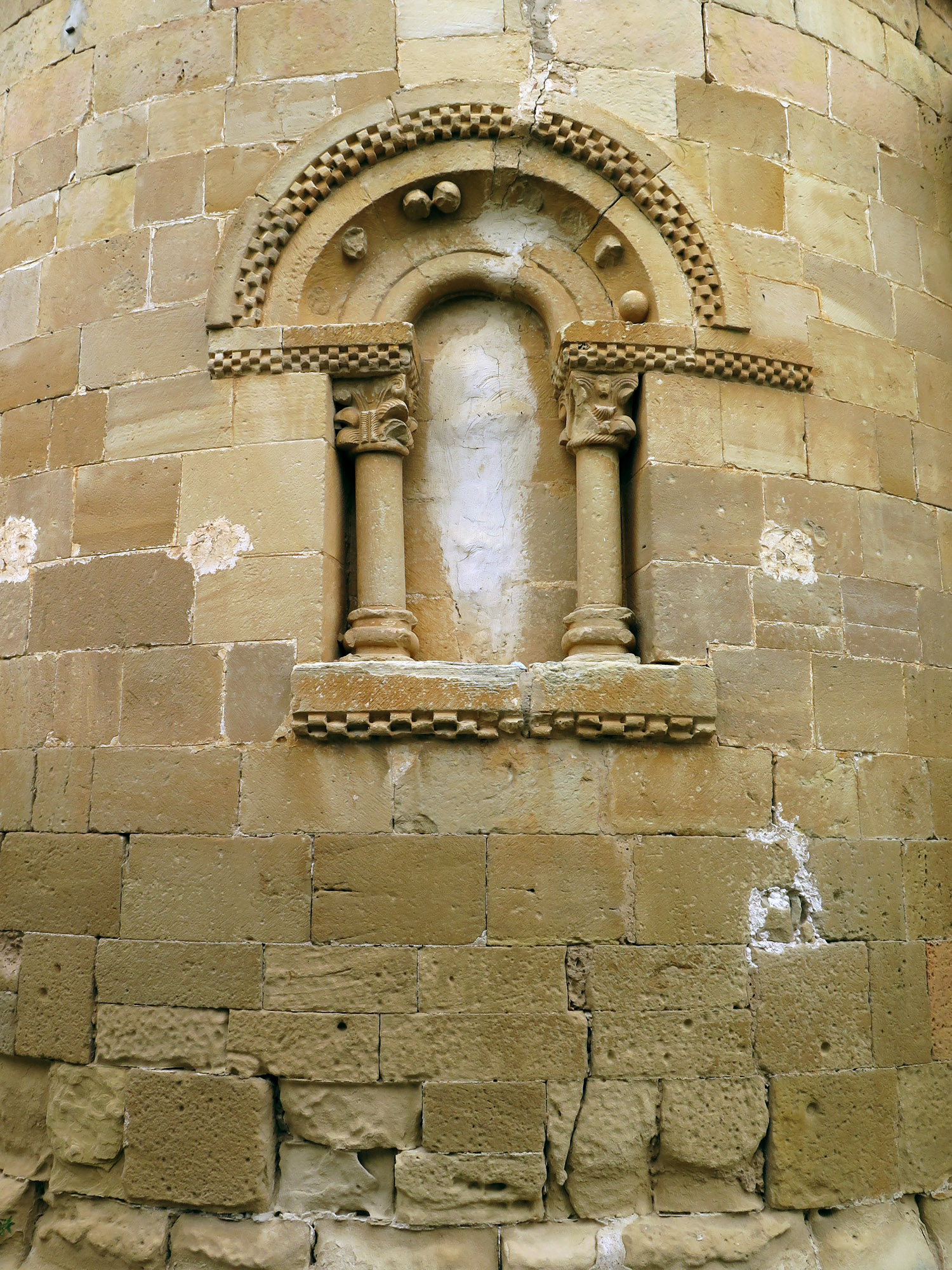
Ventana románica del ábside de la iglesia de San Andrés de Montañana.

- Iglesia románica de San Andrés (siglo XII), situada junto a la carretera, en la zona baja del pueblo, y que conserva su estructura y muchos elementos originales.[4][5]

Así se describe a Montañana en el tomo XI del Diccionario geográfico-estadístico-histórico de España y sus posesiones de Ultramar, obra impulsada por Pascual Madoz a mediados del siglo XIX:

Villa con ayuntamiento en la provincia, diócesis, audiencia territorial y capitanía general de Burgos (14 leguas), partido judicial de Miranda de Ebro (1); Situada al pie de una cuesta, con clima templado; la combaten toda clase de vientos y las enfermedades dominantes son los reúmas y dolores de costado. Tiene 16 casas inclusa la consistorial, una cárcel, escuela de primeras letras concurrida por 16 niños de ambos sexos y dotada con 8 fanegas de trigo, y una iglesia parroquial (San Andrés) servida por un cura párroco y un sacristán. Confina el término N río Ebro; E Luzana; S Ayuelas, y O Santa Gadea. El terreno aunque llano es de mala calidad y le baña el citado río Ebro. Caminos: uno en buen estado que dirige a Puentelarrá y a la capital del partido, de la cual se recibe la correspondencia por medio de valijero. Producciones: trigo, cebada, centeno y vino flojo; algo de ganado; caza de perdices y liebres, y pesca de truchas, anguilas y barbos. Industria: la agrícola. Población: 17 vecinos, 55 almas. Capital productivo: 301.320 reales. Imponible: 26.752. Contribución: 1.624 reales 1 maravedí. El presupuesto municipal asciende a 1.100 reales que se cubren por reparto vecinal.
Diccionario geográfico-estadístico-histórico de España y sus posesiones de Ultramar

## Entorno natural
Aunque la zona alrededor de la localidad resulta algo degradada por unas graveras cercanas a sus afueras y con una polígono industrial en la parte alavesa situada enfrente, también resulta todavía rica en conservación forestal, con abundantes retazos de robledal melojo entre los campos de labranza e incluso algún bosquete mayor de esta especie, además de considerable vegetación en la ribera del Ebro.
El Ayuntamiento de Miranda propone una serie de rutas naturales para senderistas entre las cuales varias pasan por Montañana o sus alrededores.

## Comunicaciones

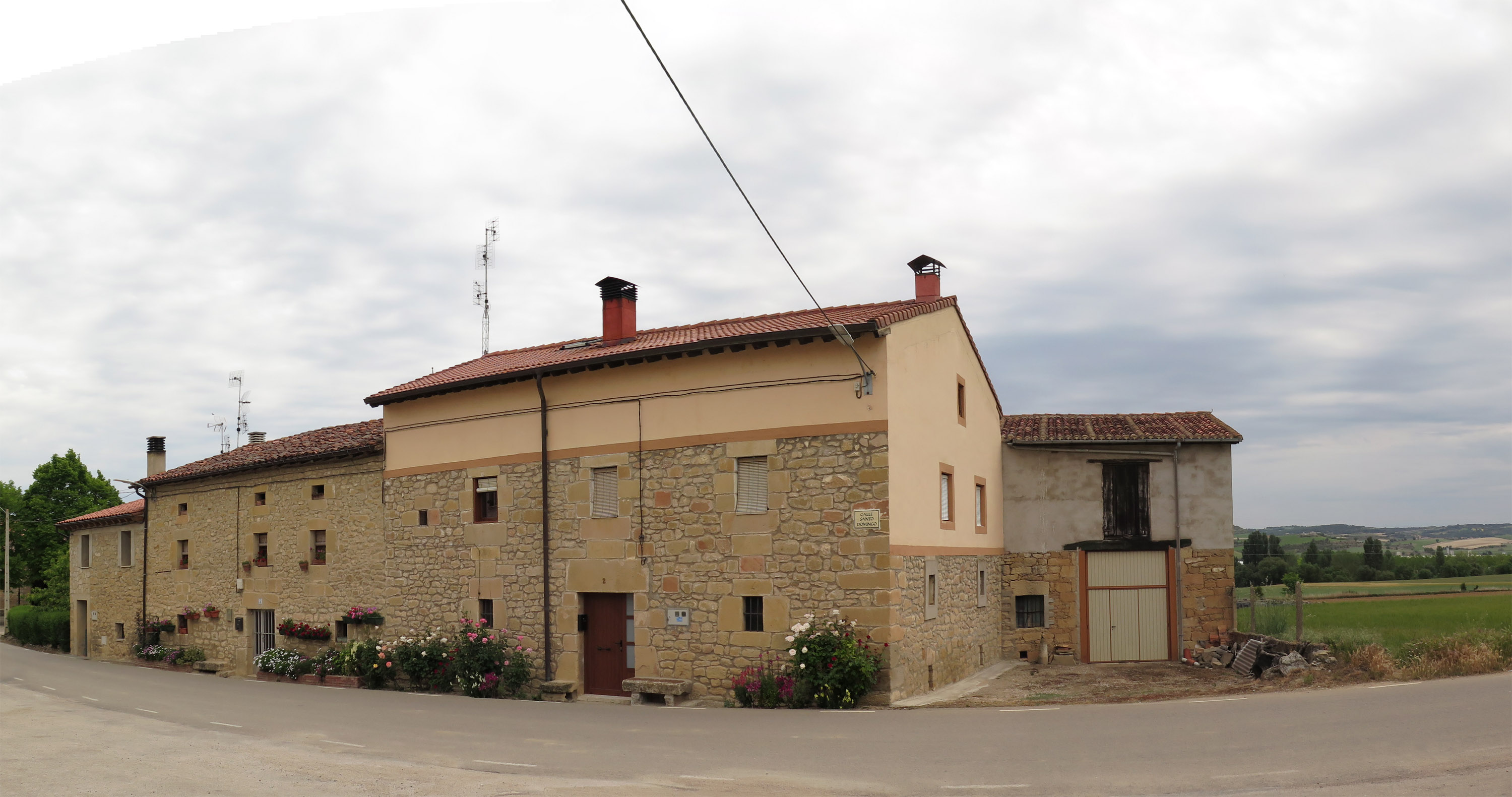
Calle de la zona de la carretera del pueblo

El pueblo se encuentra en plena carretera BU-735, entre Guinicio y Suzana, a unos siete kilómetros del centro de Miranda de Ebro.

## Lugares de interés
En el entorno cercano de esta localidad hay numerosos lugares de interés, muchos de ellos en la provincia de Álava, con la que linda:
- El Monasterio del Espino, a menos de 5 kilómetros.[9]
- Miranda de Ebro
- Santa Gadea del Cid
- El desfiladero de Pancorbo
- Puentelarrá
- Castillos de Fontechab
- El desfiladero de Sobrón
- Valpuesta, cuna del español. Localidad burgalesa dentro del valle alavés de Valdegovía.

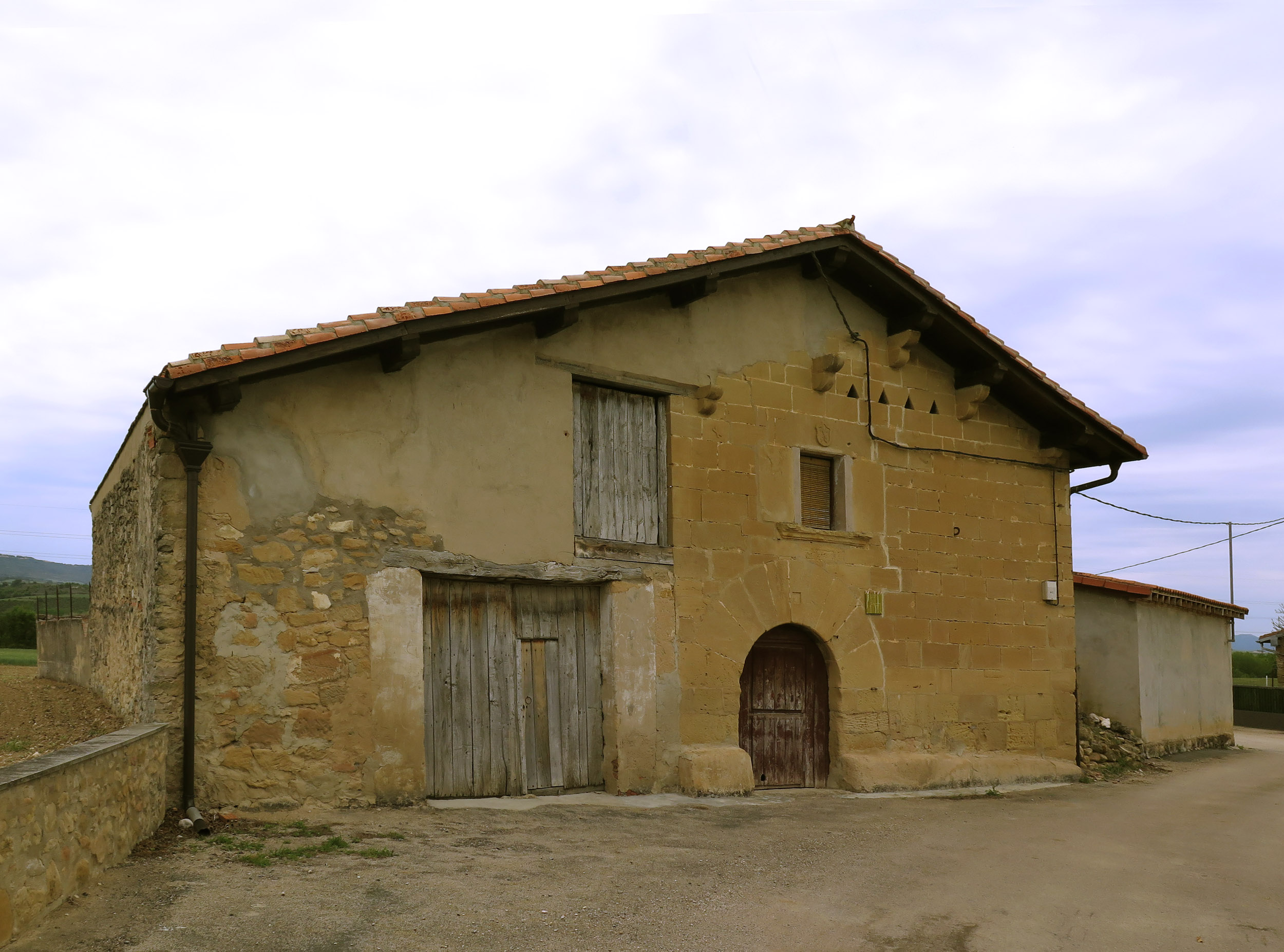
Caserío/Caserón de Montañana con la típica estructura de estas construcciones en el norte de España

- Espejo (Álava)
- Salinas de Añana
- El lago de Arreo